# Михайловка (присілок, Альшеєвський район)
Миха́йловка (рос. Михайловка, башк. Михайловка) — присілок у складі Альшеєвського району Башкортостану, Росія. Входить до складу Абдрашитовської сільської ради.
Населення — 19 осіб (2010; 51 в 2002).
Національний склад:
- башкири — 41 %